# Ballad of Easy Rider (album)
Ballad of Easy Rider je osmé studiové album americké rockové skupiny The Byrds, vydané v listopadu 1969 u vydavatelství Columbia Records. Nahráno bylo od června do srpna téhož roku ve studiu Columbia Studios v Hollywoodu a jeho producentem byl Terry Melcher, který produkoval již první dvě alba této skupiny.

## Seznam skladeb
| Pořadí | Název                                 | Autor                                 | Délka |
| ------ | ------------------------------------- | ------------------------------------- | ----- |
| 1.     | Ballad of Easy Rider                  | Roger McGuinn                         | 2:01  |
| 2.     | Fido                                  | John York                             | 2:40  |
| 3.     | Oil in My Lamp                        | tradicionál                           | 3:13  |
| 4.     | Tulsa County Blue                     | Pamela Polland                        | 2:49  |
| 5.     | Jack Tarr the Sailor                  | tradicionál                           | 3:31  |
| 6.     | Jesus Is Just Alright                 | Arthur Reynolds                       | 2:10  |
| 7.     | It's All Over Now, Baby Blue          | Bob Dylan                             | 4:53  |
| 8.     | There Must Be Someone (I Can Turn To) | Vern Gosdin, Cathy Gosdin, Rex Gosdin | 3:29  |
| 9.     | Gunga Din                             | Gene Parsons                          | 3:03  |
| 10.    | Deportee (Plane Wreck at Los Gatos)   | Woody Guthrie, Martin Hoffman         | 3:50  |
| 11.    | Armstrong, Aldrin and Collins         | Zeke Manners, Scott Seely             | 1:41  |

## Obsazení
The Byrds
- Roger McGuinn – kytara, zpěv
- Clarence White – kytara, zpěv
- John York – baskytara, zpěv
- Gene Parsons – bicí, kytara, banjo, zpěv

Ostatní hudebníci
- Byron Berline – housle
- Glen D. Hardin – varhany
- Terry Melcher – doprovodné vokály